# Entente sportive Segré Haut-Anjou (football)
Dernière mise à jour : 30 juin 2022.
L'Entente Sportive Segré Haut-Anjou (ESSHA) Section Football, souvent appelée ES Segré, est un club français de football basé à Segré-en-Anjou-Bleu dans le département de Maine-et-Loire et la région Pays de la Loire.
Le club évolue depuis 2004 en championnat de Division d'Honneur (Niveau VI) de la Ligue atlantique de football.

## Histoire
Entre 1988 et 2004, le club connaît quinze saisons au niveau national, dont six en CFA.

## Identité

### Logos

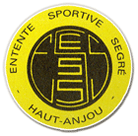
Logo actuel.

## Palmarès
- Champion DH Atlantique[1] : 1988, 1993
- Vainqueur de la Coupe de l'Atlantique : 2010, 2011 et 2016

## Joueurs et personnalités du club

### Entraîneurs
- 1956-1957 :  Rémi Perrin
- 1999-2001 :  Christian Felci

### Anciens joueurs
- Pascal Grosbois
- Maxime Rousseau
- Léo Dubois